# Liste der Baudenkmale in Märkisch Linden
In der Liste der Baudenkmale in Märkisch Linden sind alle Baudenkmale der brandenburgischen Gemeinde Märkisch Linden und ihrer Ortsteile aufgelistet. Grundlage ist die Veröffentlichung der Landesdenkmalliste mit dem Stand vom 31. Dezember 2020. Die Bodendenkmale sind in der Liste der Bodendenkmale in Märkisch Linden aufgeführt.

## Baudenkmale
In den Spalten befinden sich folgende Informationen:
- ID-Nr.: Die Nummer wird vom Brandenburgischen Landesamt für Denkmalpflege vergeben. Ein Link hinter der Nummer führt zum Eintrag über das Denkmal in der Denkmaldatenbank. In dieser Spalte kann sich zusätzlich das Wort Wikidata befinden, der entsprechende Link führt zu Angaben zu diesem Denkmal bei Wikidata.
- Lage: die Adresse des Denkmales und die geographischen Koordinaten. Link zu einem Kartenansichtstool, um Koordinaten zu setzen. In der Kartenansicht sind Denkmale ohne Koordinaten mit einem roten beziehungsweise orangen Marker dargestellt und können in der Karte gesetzt werden. Denkmale ohne Bild sind mit einem blauen bzw. roten Marker gekennzeichnet, Denkmale mit Bild mit einem grünen beziehungsweise orangen Marker.
- Bezeichnung: Bezeichnung in den offiziellen Listen des Brandenburgischen Landesamtes für Denkmalpflege. Ein Link hinter der Bezeichnung führt zum Wikipedia-Artikel über das Denkmal.
- Beschreibung: die Beschreibung des Denkmales
- Bild: ein Bild des Denkmales und gegebenenfalls einen Link zu weiteren Fotos des Baudenkmals im Medienarchiv Wikimedia Commons

### Darritz
| ID-Nr.            | Lage                 | Bezeichnung                                            | Beschreibung                                                                     | Bild                                                   |
| ----------------- | -------------------- | ------------------------------------------------------ | -------------------------------------------------------------------------------- | ------------------------------------------------------ |
| 09170248 Wikidata | Am Anger (Lage)      | Dorfkirche                                             | Die evangelische Kirche von 1845 bis 1848 im Stil der Schinkel-Nachfolge erbaut. | weitere Bilder                                         |
| 09170469          | Am Anger 4 (Lage)    | Gehöft, bestehend aus Wohnhaus und Wirtschaftsgebäuden |                                                                                  | Gehöft, bestehend aus Wohnhaus und Wirtschaftsgebäuden |
| 09170468          | Am Anger 5, 6 (Lage) | Wohnhaus und Scheune                                   |                                                                                  | Wohnhaus und Scheune                                   |
| 09170954          | Am Anger 7 (Lage)    | Gehöft, bestehend aus Wohnhaus und Wirtschaftsgebäuden |                                                                                  | Gehöft, bestehend aus Wohnhaus und Wirtschaftsgebäuden |
| 09170470          | Am Anger 9 (Lage)    | Dorfschule mit Wirtschafts- und Feuerwehrgebäude       |                                                                                  | Dorfschule mit Wirtschafts- und Feuerwehrgebäude       |

### Gottberg
| ID-Nr.            | Lage                            | Bezeichnung                                                                                    | Beschreibung | Bild                                                                                           |
| ----------------- | ------------------------------- | ---------------------------------------------------------------------------------------------- | --- | ---------------------------------------------------------------------------------------------- |
| 09170270 Wikidata | Gottberger Dorfstraße (Lage)    | Dorfkirche                                                                                     | Die evangelische Kirche ist ein frühgotischer Feldsteinbau aus der zweiten Hälfte des 13. Jahrhunderts. Der Kanzelaltar stammt aus der Zeit um 1733, der Turm erhielt im selben Jahr seine obersten Geschosse. Die Glocke ist von 1570. | weitere Bilder                                                                                 |
| 09171641          | Gottberger Dorfstraße (Lage)    | Gefallenendenkmal                                                                              | | weitere Bilder                                                                                 |
| 09171045          | Gottberger Dorfstraße 14 (Lage) | Gehöft, bestehend aus Wohnhaus und drei Wirtschaftsgebäuden                                    | | Gehöft, bestehend aus Wohnhaus und drei Wirtschaftsgebäuden                                    |
| 09171220          | Gottberger Dorfstraße 66 (Lage) | Pfarrgehöft, bestehend aus Pfarrhaus, zwei Wirtschaftsgebäuden, Einfriedung und Hofpflasterung | | Pfarrgehöft, bestehend aus Pfarrhaus, zwei Wirtschaftsgebäuden, Einfriedung und Hofpflasterung |

### Kränzlin
| ID-Nr.            | Lage                       | Bezeichnung                      | Beschreibung | Bild                          |
| ----------------- | -------------------------- | -------------------------------- | --- | ----------------------------- |
| 09170294 Wikidata | Darritzer Straße (Lage)    | Dorfkirche                       | Die ehemalige Dorfkirche ist seit den 1970er Jahren eine Ruine. Ursprünglich ist die Kirche aus dem 13. Jahrhundert und aus Feldstein erbaut. Zu der Kirche gehört ein rechteckiger Chor und ein Westturm. | weitere Bilder                |
| 09170893          | Darritzer Straße 6 (Lage)  | Gutshaus mit Resten des Parks    | | Gutshaus mit Resten des Parks |
| 09171217 Wikidata | Darritzer Straße 10 (Lage) | Pfarrhaus mit Wirtschaftsgebäude | | weitere Bilder                |
| 09171438          | Große Straße 10 (Lage)     | Nachtwächterhaus                 | | Nachtwächterhaus              |

### Werder
| ID-Nr.            | Lage                   | Bezeichnung                                            | Beschreibung | Bild                                                   |
| ----------------- | ---------------------- | ------------------------------------------------------ | --- | ------------------------------------------------------ |
| 09170427 Wikidata | Dorfstraße (Lage)      | Dorfkirche                                             | Die ehemalige Dorfkirche wurde 1726 erbaut. Im Jahre 1975 wurde die Kirche bis auf den Westturm abgerissen. Teile der Ausstattung der Kirche finden sich im Gemeindesaal. | weitere Bilder                                         |
| 09171411          | Dorfstraße ()          | Nachtwächterhaus                                       | | Nachtwächterhaus                                       |
| 09170428          | Lindenstraße 68 (Lage) | Gehöft, bestehend aus Wohnhaus und Wirtschaftsgebäuden | | Gehöft, bestehend aus Wohnhaus und Wirtschaftsgebäuden |